# Jean-Paul Civeyrac
Jean Paul Civeyrac (Firminy, 24 dicembre 1964) è un regista francese, vincitore del Premio Jean Vigo 2003 con il film Toutes ces belles promesses.

## Filmografia
- La Femme sotte (1990)
- La Vie selon Luc (1997)
- Ni d'Ève ni d'Adam (1997)
- Les Solitaires (2000)
- Fantômes (2002)
- Le Doux Amour des hommes (2002)
- Toutes ces belles promesses (2003)
- Tristesse beau visage (2004)
- À travers la forêt (2005)
- Des filles en noir (2010)
- Mon amie Victoria (2014)
- Un'educazione parigina Mes provinciales (2018)
- Une femme de notre temps (2022)